# Lauteraargletscher

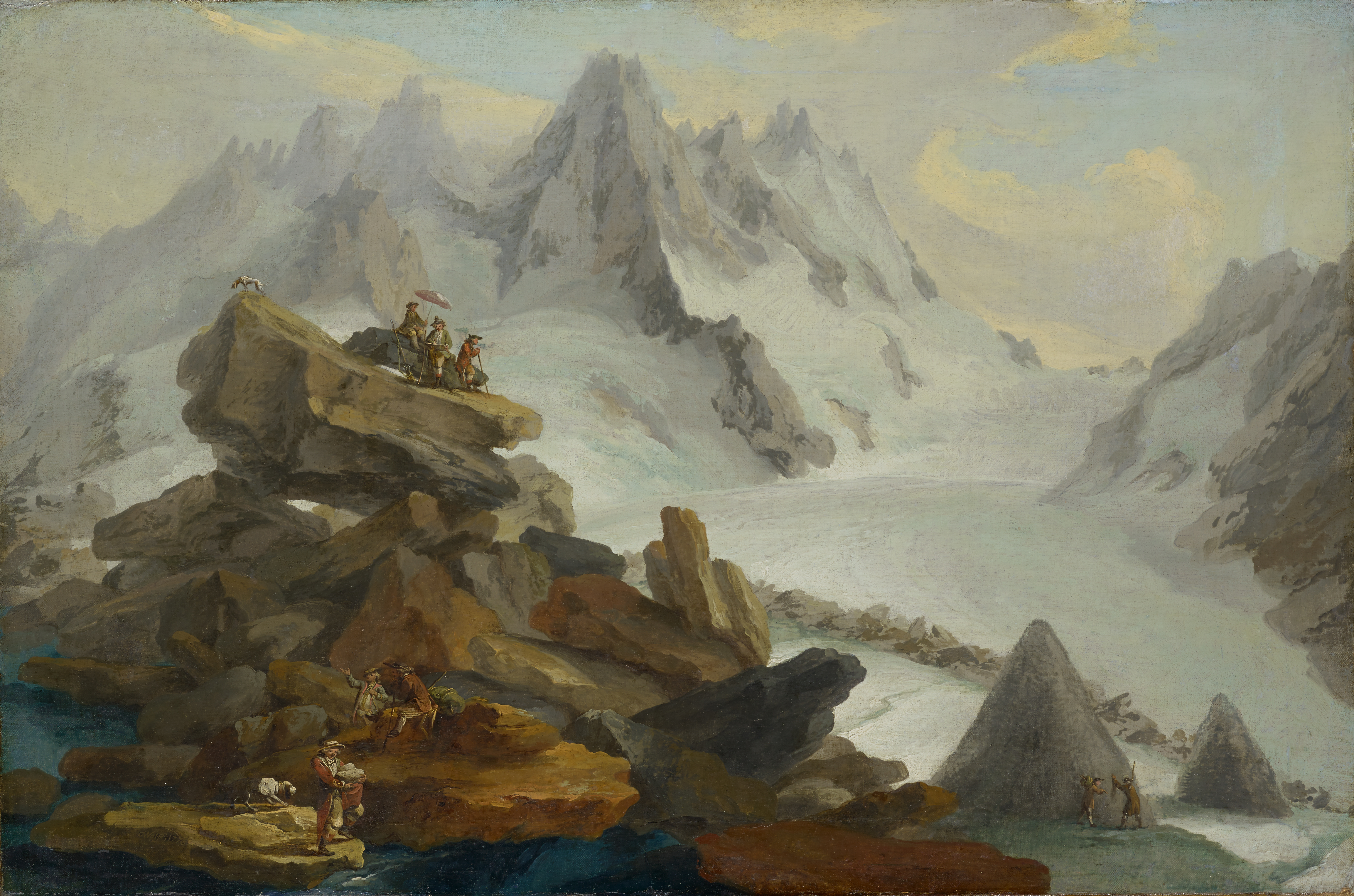
Caspar Wolf:
Der Lauteraargletscher, 1776

Der Lauteraargletscher ist ein Gletscher im Haslital, der östlichsten Landschaft des Berner Oberlands. Er liegt im Gebiet des Aargletschers und ist einer der beiden grossen Eisströme, welche den Unteraargletscher bilden, dem die Aare entspringt. In der geografischen Systematik wird er gelegentlich auch zur Fläche dieses Gletschers gerechnet.
Der Gletscher liegt im Areal «Schweizer Alpen Jungfrau-Aletsch» des UNESCO-Weltnaturerbes, in der Gebirgslandschaft «Berner Hochalpen und Aletsch-Bietschhorn-Gebiet» des Bundesinventars der Landschaften und Naturdenkmäler von nationaler Bedeutung sowie im Naturschutzgebiet Grimsel.

## Lage
Der Lauteraargletscher fliesst durch ein abgelegenes Hochgebirgstal der Berner Alpen, das zum Gemeindegebiet von Guttannen gehört. Das Tal erstreckt sich über eine Länge von fünf Kilometern vom Gletscherpass am Lauteraarsattel (3124 m ü. M.) gegen Südosten bis zum Talboden südwestlich des Hubelhorns, das mit der Höhe von (3244 m ü. M.) die Gletscheroberfläche um fast tausend Meter überragt. Unter dem Escherhorn (3078 m ü. M.) trifft von rechts der etwas grössere Finsteraargletscher, der zweite Hauptzufluss zum Unteraargletscher, auf den Lauteraargletscher. Den oberen Talabschluss bildet der stellenweise firnbedeckte Felsgrat vom Nässihorn (3745 m ü. M.) im Westen über den Lauteraarsattel zum 2764 m ü. M. hohen Vorgipfel des Bärglistocks, dem nördlichsten Punkt des Einzugsgebiets des Lauteraargletschers. Jenseits des Lauteraarsattels erstreckt sich der Obere Grindelwaldgletscher in nordwestlicher Richtung.

«L'Abschwung du glacier de l'Aar». Lithographie. Strassburg 1851 (Schweizerische Nationalbibliothek). Blick vom Finsteraargletscher über die Stelle, wo sich die grosse Mittelmoräne bildet, zum Lauteraargletscher im Hintergrund.

Die rechte Flanke des Gletschertals wird südlich des Lauteraargletschers von einer steil aufragenden Bergkette geprägt, zu der einige der höchsten Berge des Berner Oberlands gehören und von welcher mehrere namenlose Hanggletscher zum Lauteraargletscher hinabfliessen. Von Nordwesten gegen Südosten sind dies das Schreckhorn (4078 m ü. M.), das Lauteraarhorn (4042 m ü. M.), das Kleine Lauteraarhorn (3738 m ü. M.), das Hugihorn (3647 m ü. M.) und das Massiv der Lauteraarrothörner. Vom südlichen Lauteraarrothorn zieht sich der Ostgrat zum Abschwunghorn (3134 m ü. M.) hinüber, dessen Kante zuerst als ausgeprägter Grat gegen Nordosten und dann stark gerundet über die steile Flanke mit dem topografischen Namen Abschwung zum Gletscher hinabzieht. Unterhalb dieses Bergvorsprungs liegt der Bereich, wo die beiden zusammenfliessenden Eisströme des Lauteraargletschers und des Finsteraargletschers mit der riesigen Menge von Bergsturzschutt und ihren Seitenmoränen die massenreiche Mittelmoräne des Unteraargletschers bilden, die in der Glaziologie eines der bekanntesten Beispiele für diesen Typ einer Gletschermoräne ist.
Auf der linken Seite des Lauteraargletschers trennt eine andere Bergkette das Aargletschergebiet vom oberen Tal des Ürbachwassers, das zur Gemeinde Innertkirchen gehört, mit dem Gauligletscher und anderen kleineren Gletscherflächen. Die bedeutenderen Berge dieses Gebirgszugs sind das Ankenbälli (3601 m ü. M.), das Ewigschneehorn (3330 m ü. M.) und das Trifthorn (3229 m ü. M.). Weiter gegen Osten setzt sich der lange Bergkamm noch zehn Kilometer nördlich des Unteraargletschers und des Grimselsees fort bis zum Juchlistock (2594 m ü. M.) oberhalb des Räterichsbodensees an der Grimselstrasse. An der südexponierten steilen Flanke dieser Berge über den Talgletschern sind nur noch geringe Hanggletscher vorhanden, die kaum noch Eis für den Lauteraargletscher liefern. Dessen Nährgebiet liegt zur Hauptsache am Lauteraarsattel und an den Nordwänden der Lauteraarhörner.

## Geschichte
Der Name des Lauteraargletschers bedeutet „Klarer Aaregletscher“, wohl weil mit diesem Eisstrom weniger stark verschmutztes Eis zum Unteraargletscher herunterfloss. Der Gletscher zählte im 18. und 19. Jahrhundert mit dem ganzen Aargletschergebiet zu den Sehenswürdigkeiten der Schweiz und stand im Zentrum der frühen Gletscherforschung. Franz Joseph Hugi, Louis Agassiz und andere suchten die Gletscher auf und studierten die Bewegung des Eises und die Veränderung der Moränen. Die hohe Mittelmoräne zwischen dem Eis des Unteraargletschers und des Finsteraargletschers, die schon der Aargauer Maler Caspar Wolf um 1775 abgebildet hatte, diente den Forschern als Rastplatz.

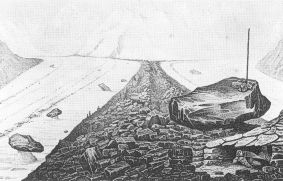
Joseph Bettannier: Glacier inférieur de l’Aar. In: Louis Agassiz: Études sur les glaciers, 1840

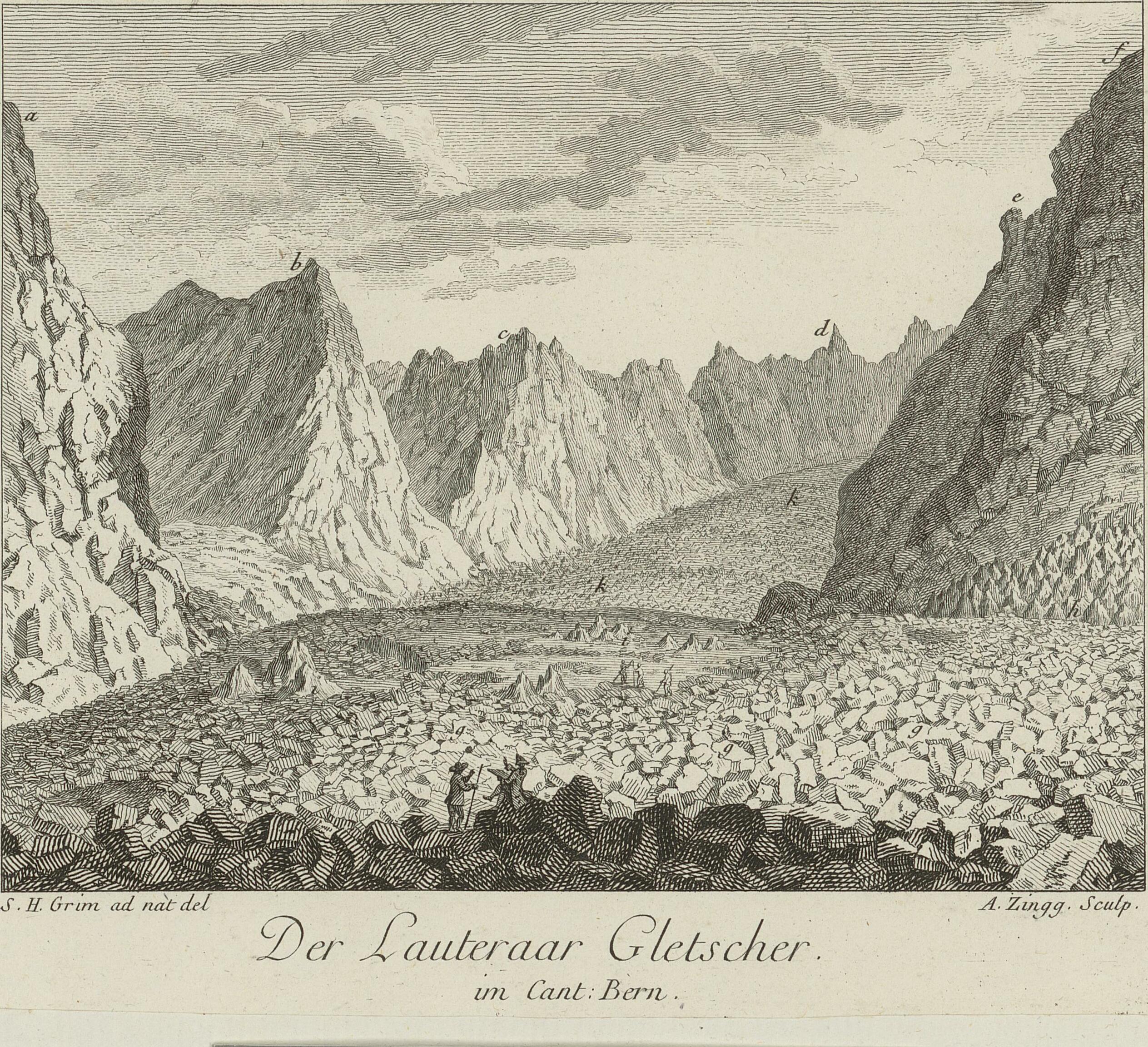
Der Lauteraargletscher im Kanton Bern

Die Eismasse des Lauteraargletschers bildet den linken Streifen des Eisstroms im Unteraargletscher und fliesst parallel zu jener des Finsteraargletschers noch etwa fünf Kilometer talwärts bis zum aktuellen Abbruch des Unteraargletschers. Am linken Berghang über der Zunge des Unteraargletschers steht auf (2391 m ü. M.) Höhe die Lauteraarhütte des SAC. Das Gletschertor am Ende des Unteraargletschers befindet sich heute auf etwa (1960 m ü. M.) Höhe rund zwei Kilometer westlich des Grimselsees. Mit dem ausgeschwemmten Moränenmaterial aus dem Lauteraartal und dem Finsteraargebiet ist im Talboden bis zum See ein weites Gletschervorland entstanden. Noch in den 1960er Jahren hatte der gesamte Aargletscher eine bedeutend grössere Masse und erstreckte sich bis zum Ufer des Grimselsees. Seither hat sich der Gletscherschwund so sehr verstärkt, dass sich das Eis im tiefer gelegenen Bereich der Gletscher rasch zurückbildet und unter der Obermoräne, dem Schutt der zerfallenden ehemaligen Mittelmoräne, kaum mehr zu erkennen ist. Im Verlauf des 21. Jahrhunderts wird die Stelle, wo sich der Lauteraar- und der Finsteraargletscher treffen, möglicherweise eisfrei.